# Tsurui
Tsurui (鶴居村, Tsurui-mura) est un village du district d'Akan, dans la préfecture de Hokkaidō, au Japon.

## Toponymie
Le nom du village de Tsurui est composé des deux sinogrammes « 鶴 » et « 居 » qui signifient respectivement « grue du Japon » et « être assis ». Il rend donc compte du fait qu'une partie du village de Tsurui, le sud-est, constitue un habitat naturel pour la grue du Japon, oiseau classé monument naturel national.

## Géographie

### Situation
Le village de Tsurui est situé dans la partie centrale de la sous-préfecture de Kushiro sur l'île de Hokkaidō. Proche de l'océan Pacifique au sud et du lac Akan au nord, il s'étend du nord au sud sur environ 42 km, à l'est de la ville de Sapporo, distante de 235 km.

### Démographie
Au 1er avril 2015, la population de Tsurui s'élevait à 2 512 habitants répartis sur une superficie de 571,80 km2.

### Climat
À Tsurui, la température annuelle moyenne est d'environ 6 °C. L'hiver, le mercure peut descendre jusqu'à −20 °C.

## Histoire
En 1885, des fermiers construisent 27 maisons, en pleine nature, dans l'actuel quartier de Shimosetsuri, au sud-est de la ville de Kushiro. En 1916, l'arrivée de nouveaux immigrants fait passer le nombre d'habitations à un total de 680.
Le 1er avril 1937, le village de Tsurui est officiellement établi.

## Économie
Le village de Tsurui est essentiellement une commune agricole. Spécialisé dans l'élevage des chevaux depuis sa création, il s'est reconverti dans l'élevage bovin au milieu des années 1960.
Dans la partie sud-est du village, les marais de Kushiro, habitat naturel de la grue du Japon, permettent la pratique de l'éco-tourisme, en particulier le développement de la sylvothérapie.

## Culture locale et patrimoine

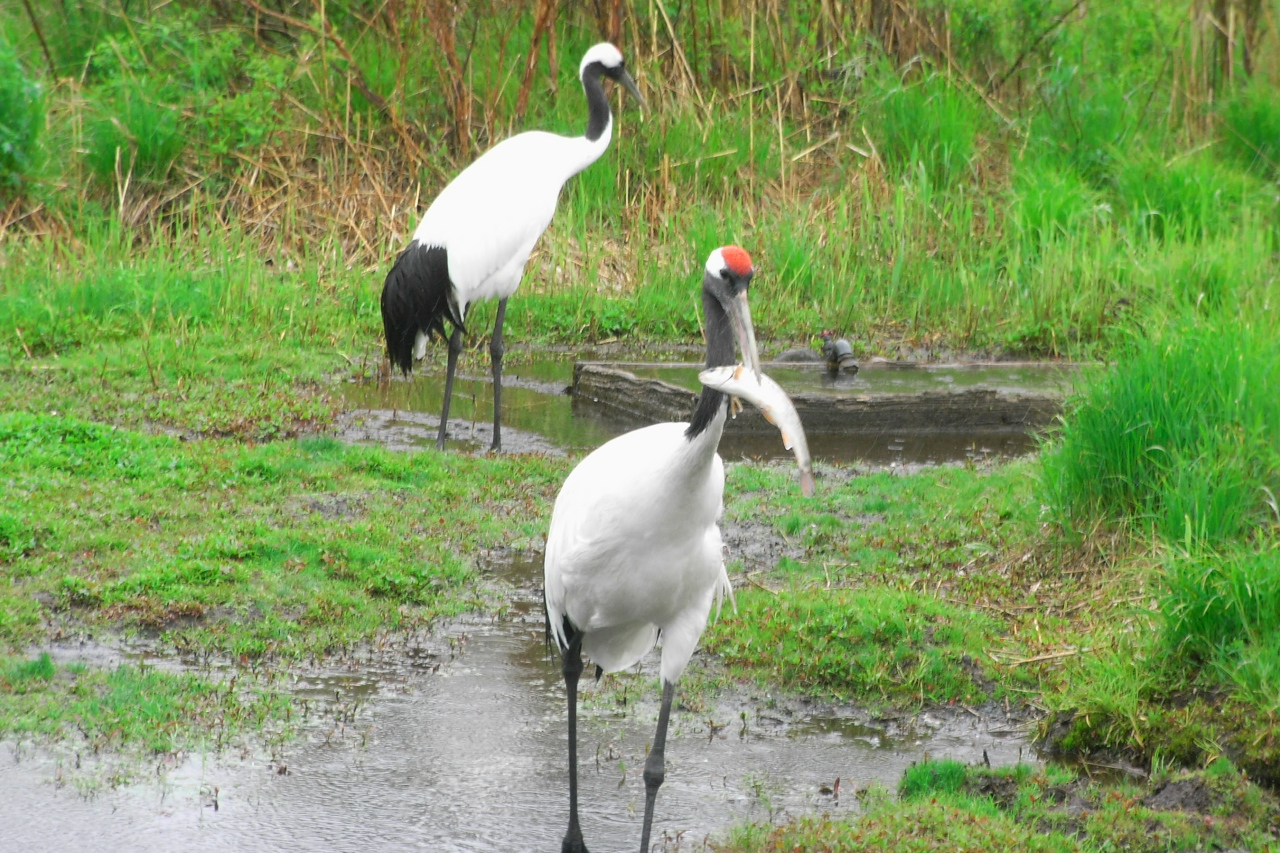
Marais de Kushiro : grues du Japon.

Le village de Tsurui est membre de l'association Les Plus Beaux Villages du Japon depuis 2008.
Une partie du parc national de Kushiro Shitsugen s'étend au sud du village. Ce parc offre la possibilité de pratiquer l'équitation, le golf, la randonnée et l'observation ornithologique. Il est réputé dans tout le Japon et au-delà grâce aux grues du Japon qui peuplent le marais de Kushiro. Ces dernières sont célébrées par les villageois de Tsurui chaque année au mois de février au cours du Tanchō festival.

## Symboles municipaux
La fleur symbole du village de Tsurui est le cosmos, son arbre symbole le bouleau et son oiseau symbole la grue du Japon. Ce dernier a été classé monument naturel national en 1935. Il est classé monument naturel spécial depuis 1952.
La bannière du village est composée d'une représentation d'une grue du Japon en noir sur fond blanc. La symétrie de l'ensemble et ses formes arrondies symbolisent la paix et l'harmonie. Les ailes de la grue déployées vers le haut suggèrent le souhait d'un développement prospère du village.